# Ratchet a Clank: Strážci galaxie
Ratchet a Clank: Strážci galaxie (v originále Ratchet & Clank) je americký animovaný film podle videohry Ratchet & Clank. Premiéru v českých kinech měl tento film 23. červen 2016, v USA 29. duben téhož roku.

## Obsazení
| James Arnold Taylor | Ratchet                                      |
| David Kaye          | Clank                                        |
| Jim Ward            | Kapitán Qwark                                |
| Armin Shimerman     | Dr. Nefarious                                |
| Paul Giamatti       | Předseda Drek                                |
| John Goodman        | Grimroth                                     |
| Bella Thorne        | Cora                                         |
| Rosario Dawson      | Elaris                                       |
| Sylvester Stallone  | Viktor                                       |
| Vincent Tong        | Brax Lextrus                                 |
| Andrew Cownden      | Zed                                          |
| Don Briggs          | Starship Commander                           |
| Ian James Corlett   | Blarg                                        |
| Brian Dobson        | Dallas Wannamaker, Announcer, Drek Computer  |
| Brian Drummond      | Mr. Zurkon, Inspectobot, Warbot, The Plumber |
| Cole Howard         | Stanley                                      |
| Alessandro Juliani  | Solana Trooper                               |
| Rebecca Shoichet    | Stanley's Mom                                |
| Tabitha St. Germain | Juanita Alvaro                               |
| Brad Swaile         | Fanoušek                                     |
| Lee Tockar          | Mr. Micron                                   |

### České znění
| Michal Holán       | Ratchet        |
| Martin Sobotka     | Clank          |
| Pavel Vondra       | Kapitán Qwark  |
| Svatopluk Schuller | Dr. Nefarious  |
| Tomáš Juřička      | Předseda Drek  |
| Martin Kubačák     | Brax Lextrus   |
| Anna Remková       | Elaris         |
| Petra Hobzová      | Cora           |
| Libor Terš         | Zed            |
| Bohdan Tůma        | Viktor         |
| Kryštof Rímský     | Grimroth       |
| Jana Páleníčková   | Juanita Alvaro |
| Petr Burian        | Fanoušek       |
| Vojtěch Hájek      | Jeff           |

Další hlasy poskytli: Zbyšek Horák, Vladimír Kudla, Ivo Novák, Jakub Saic, Petra Lazáková, Matyáš Lazák